# Москвич-415
Москви́ч-415, -416 — советские легковые автомобили повышенной проходимости малого класса, разрабатывавшиеся на заводе МЗМА в Москве в 1950-е — 1960-е годы с широким применением узлов и деталей от серийных машин «Москвич».
Москви́ч-2150 — советский легковой автомобиль повышенной проходимости малого класса, разрабатывавшийся на заводе АЗЛК в Москве в начале 1970-х годов в качестве продолжения темы 415-416.
Серийно не выпускались.

## История создания

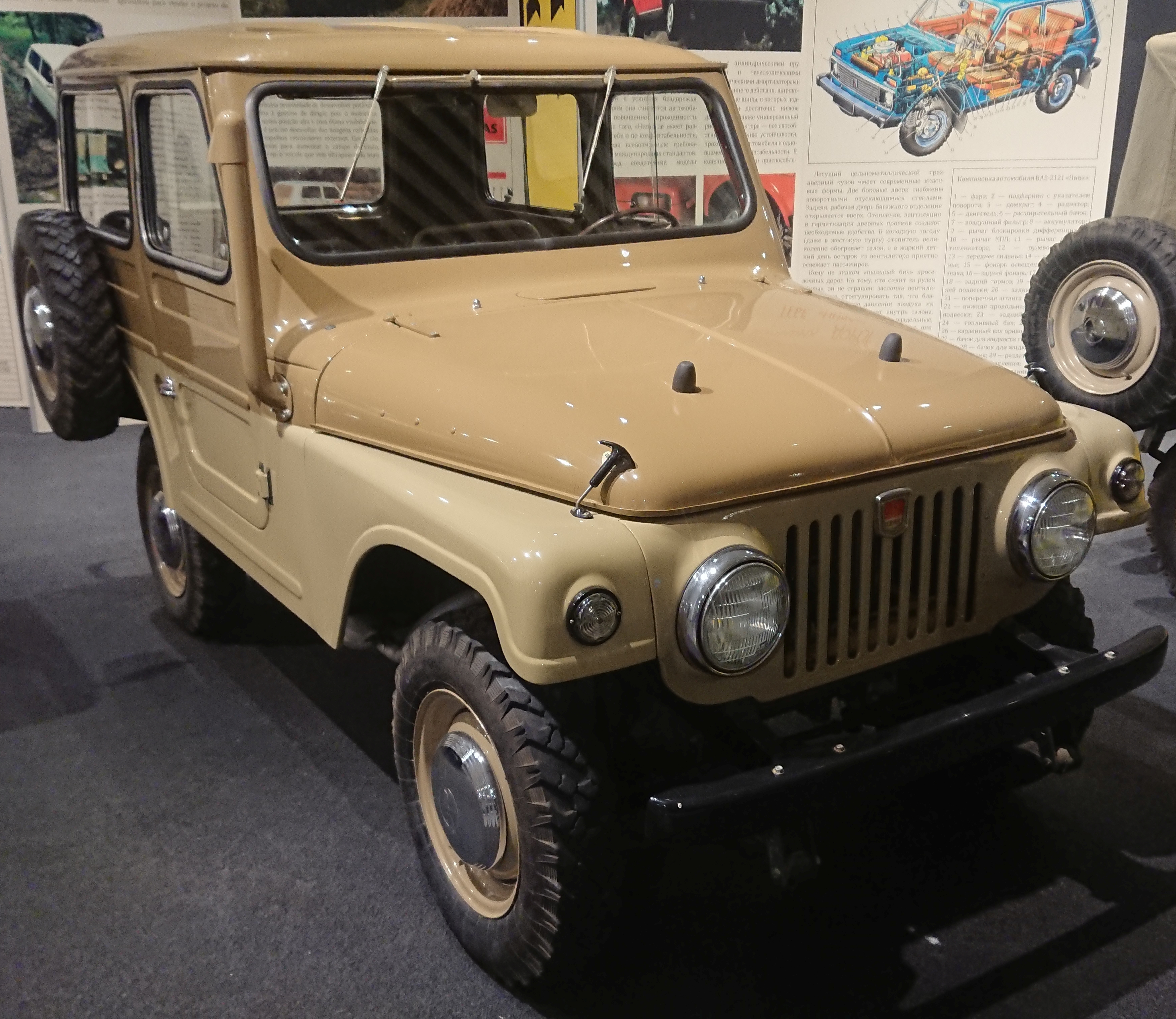
Москвич-416 в Музейном комплексе УГМК

В середине 1950-х годов в СССР был создан целый ряд легковых автомобилей с колёсной формулой 4 × 4, которые в целом можно охарактеризовать как «комфортабельные внедорожники». К ним относились ГАЗ-М72 среднего класса на базе Победы ГАЗ-М20 (1955), Москвич-410 (седан) и Москвич-411 (универсал) малого класса на базе Москвича-402/407 (1957).
У этих машин было много общего. Все они были созданы на основе серийных легковых автомобилей с несущим кузовом типа «седан» (точнее, ГАЗ-М72 — «фастбэк-седан», Москвич-411 — универсал). Кузов получил местное усиление и жесткие мосты с зависимой рессорной подвеской. В трансмиссию была добавлена раздаточная коробка — у М72 от серийного ГАЗ-69, у Москвича-410 — вновь разработанная.
По итогам эксплуатации этих машин в реальных условиях конструкторам завода стало ясно, что специализированный полноприводный легковой автомобиль не может быть создан на шасси обычной легковушки. Было решено создавать легковой вездеход на новой платформе.
В середине пятидесятых на МЗМА под руководством инженера И. А. Гладилина был спроектирован автомобиль, получивший обозначение Москвич-4х4, максимально использующий серийные детали.
Основным отличием от предыдущих разработок стало использование отдельной лонжеронной рамы вместо несущего кузова, что позволило создать более легкую, живучую и долговечную конструкцию. Дизайн был выдержан в стилистике американского Willys, как и у большинства вездеходов того времени (например, Toyota Land Cruiser).
Во время постройки второй опытной серии машина получила отраслевый индекс 415. В 1960 году, уже в рамках третьей серии, появился прототип Москвич-416, отличающийся закрытым кузовом и компоновкой салона. Обе машины успешно прошли заводские испытания. Позднее появились версии с двигателем М-408.
Однако из-за отсутствия интереса отраслевого министерства к довольно удачной конструкции, и полной загрузке производственных мощностей завода, серийное производство налажено не было. Более того, модели 410 и 411 были сняты с производства в пользу увеличения выпуска пользовавшихся спросом за рубежом экспортных модификаций.
В начале семидесятых, уже после создания аналогичных автомобилей за рубежом, в СССР на государственном уровне возродился интерес к созданию компактного комфортабельного внедорожника. В рамках этого проекта были созданы несколько конкурирующих конструкций: на ВАЗ — будущая «Нива», на Ижмаше — Иж-14.
На переименованном к этому времени в АЗЛК московском заводе в 1973 году был подготовлен конкурент «Ниве» и Иж-14 на базе старых разработок. Прототип получил обозначение Москвич-2150. Его агрегатная часть была унифицирована с моделью М-2140, планировавшейся в то время к производству. Было создано два прототипа М-2150 с брезентовым и жестким верхом (М-2150-1). Московский внедорожник получился отличным по концепции от «Нивы», более приближенным к «классическим» внедорожникам — с отдельной лонжеронной рамой, неразрезными мостами и жесткими рессорами. В соревновании трех заводов победил ВАЗ, сумевший создать наиболее комфортабельную и конкурентоспособную на мировом рынке, хотя и менее «внедорожную», конструкцию.

## Фотогалерея

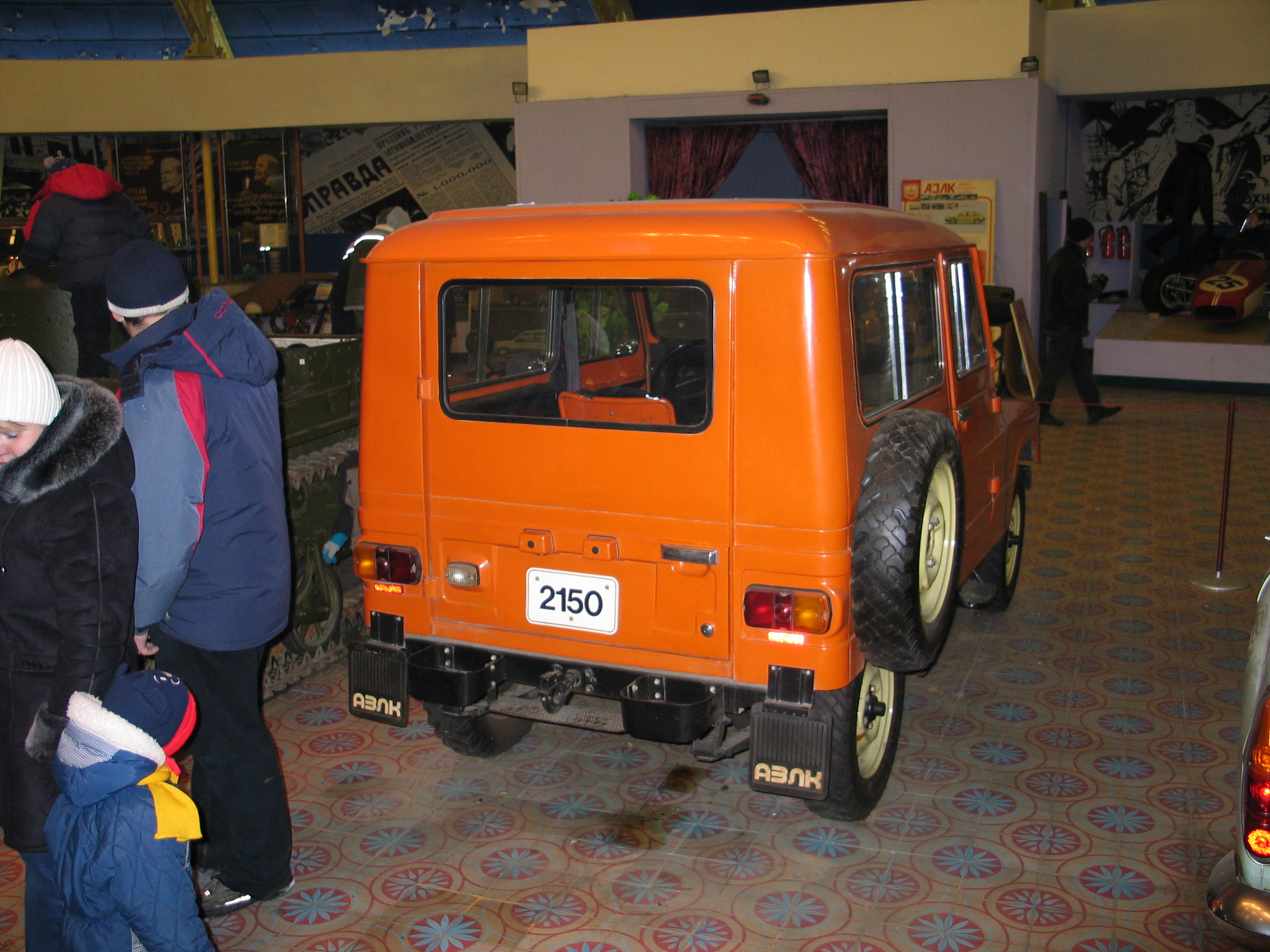
АЗЛК-2150 вид сзади
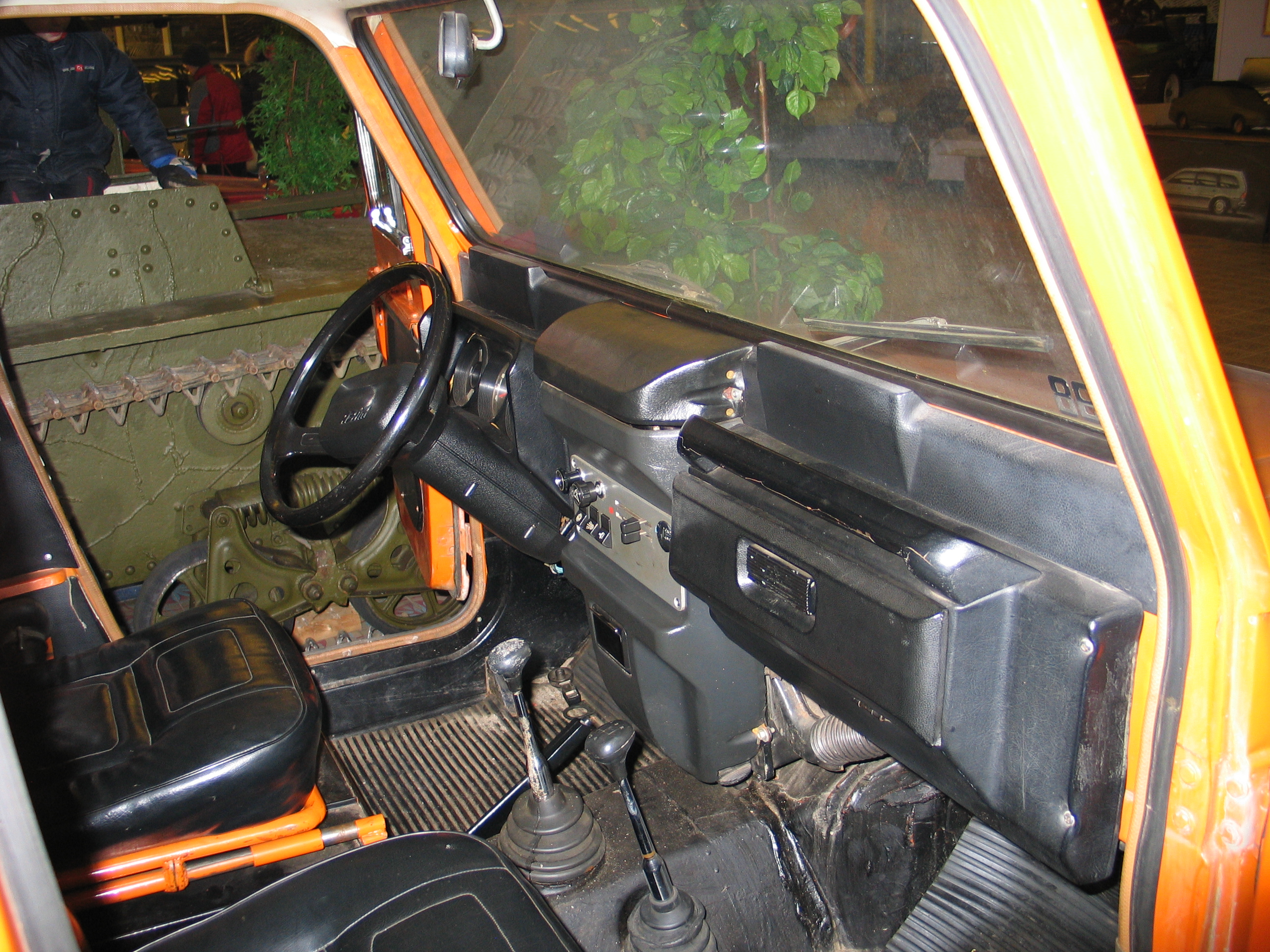
АЗЛК-2150 водительское место